# Ак Илбирс (кинопремия, 2015)
4-я церемония вручения наград киргизской национальной кинопремии «Ак Илбирс» за 2014 год состоялась 16 мая 2015 года в кинотеатре Манас. Лауреаты почетных наград кинопремии были объявлены заранее в СМИ, а имена остальных победителей во время торжественного вручения премии.

## Специальные призы
- Лауреатом в номинации «За выдающийся вклад в национальный кинематограф» стал Заслуженный деятель искусств Кыргызской Республики Сагынбек Ишенов[5] (награду вручали Народный писатель Кыргызской Республики Бексултан Жакиев и Министр культуры, туризма и информации КР Алтынбек Максутов)
- Обладателем почетной награды «За вклад в мировой кинематограф»[6][7][8], учрежденной в этом году, стал Заслуженный деятель искусств Узбекистана Али Иргашалиевич Хамраев (награду вручали депутат Жогорку Кенеша Омурбек Текебаев и кинорежиссёр Актан Арым Кубат)
- В номинации «Лучший фильм Центральной Азии» победу одержала кинокартина казахстанского режиссёра Адильхана Ержанова[9][9] «Хозяева» («Укиле Камшат», 2014) (награду вручали кинорежиссёр Геннадий Базаров и актриса Мээрим Атантаева)

## Список лауреатов и номинантов
Количество наград/номинаций:
- 10/11: «Курманжан датка»
- 1/8: «Аку»[10]
- 0/10:  «Коч (Переезд)»[11]
- 0/3:   «5000 сом»
- 0/1:   «Тундуктук келин»

 • Победители выделены отдельным цветом. 
| Категории                                                                            | Лауреаты и номинанты |
| ------------------------------------------------------------------------------------ | --- |
| Лучший зрительский фильм награду вручали Ырысбай Алыбаев и Гульмира Керимова         | • «Курманжан датка» (режиссёр: Садык Шер-Нияз, продюсеры: Жылдызкан Джолдошова, Фархад Бекманбетов)                     |
| Лучший зрительский фильм награду вручали Ырысбай Алыбаев и Гульмира Керимова         | • м/ф «Аку» (режиссёр: Толгобек Койчуманов и продюсеры: Садык Шер-Нияз, Фархад Бекманбетов)                             |
| Лучший зрительский фильм награду вручали Ырысбай Алыбаев и Гульмира Керимова         | • «Коч (Переезд)» (режиссёр: Марат Сарулу, продюсеры: Гульмира Керимова, Марат Сарулу)                                  |
| Лучший монтаж награду вручали Бакыт Карагулов и Зарема Асаналиева                    | • Элдияр Мадаким — «Курманжан датка»                                                                                    |
| Лучший монтаж награду вручали Бакыт Карагулов и Зарема Асаналиева                    | • Марсбек Бузурманкулов — м/ф «Аку»                                                                                     |
| Лучший монтаж награду вручали Бакыт Карагулов и Зарема Асаналиева                    | • Гани Кудайберген — «Коч (Переезд)»                                                                                    |
| Лучший звукорежиссёр награду вручали Эрмек Мамаев и Гаухар Сыдыкова                  | • Бакыт Ниязалиев — «Курманжан датка»                                                                                   |
| Лучший звукорежиссёр награду вручали Эрмек Мамаев и Гаухар Сыдыкова                  | • Рахат Шамшиева — м/ф «Аку»                                                                                            |
| Лучший звукорежиссёр награду вручали Эрмек Мамаев и Гаухар Сыдыкова                  | • Мурат Ажиев — «Коч (Переезд)»                                                                                         |
| Лучший художник награду вручали Муса Абдиев и Инара Абдиева                          | • Толгобек Койчуманов — м/ф «Аку»                                                                                       |
| Лучший художник награду вручали Муса Абдиев и Инара Абдиева                          | • Джамал Кожахметов и Абылкасым Исмаилов — «Курманжан датка»                                                            |
| Лучший художник награду вручали Муса Абдиев и Инара Абдиева                          | •Шибек Джекшенбаев — «Коч (Переезд)»                                                                                    |
| Лучший композитор награду вручали Адиль Чекилов и Екатерина Лузанова                 | • Бакыт Алишеров и Мурзали Жеенбаев — «Курманжан датка»                                                                 |
| Лучший композитор награду вручали Адиль Чекилов и Екатерина Лузанова                 | • Кубандык Жасын — «м/ф Аку»                                                                                            |
| Лучший композитор награду вручали Адиль Чекилов и Екатерина Лузанова                 | • Александр Юртаев — «Коч (Переезд)»                                                                                    |
| Лучший сценарий награду вручали Гульбара Толомушова и Дальмира Тилепбергенова        | • Садык Шер-Нияз, Бакытбек Турдубаев и Султан Раев — «Курманжан датка»                                                  |
| Лучший сценарий награду вручали Гульбара Толомушова и Дальмира Тилепбергенова        | • Толгобек Койчуманов— «м/ф Аку»                                                                                        |
| Лучший сценарий награду вручали Гульбара Толомушова и Дальмира Тилепбергенова        | • Марат Сарулу — «Коч (Переезд)»                                                                                        |
| Лучшая операторская работа награду вручали Нуртай Борбиев и Манас Мусаев             | • Мурат Алиев — «Курманжан датка»                                                                                       |
| Лучшая операторская работа награду вручали Нуртай Борбиев и Манас Мусаев             | • Санжар Абдыжапаров— «5000 сом»                                                                                        |
| Лучшая операторская работа награду вручали Нуртай Борбиев и Манас Мусаев             | • Борис Трошев — «Коч (Переезд)»                                                                                        |
| Лучшая женская роль награду вручали Акылбек Абдыкалыков и Сакын Карабаев             | • Назира Мамбетова — «Курманжан датка»                                                                                  |
| Лучшая женская роль награду вручали Акылбек Абдыкалыков и Сакын Карабаев             | • Рахат Аксултанова — «Тундуктук келин»                                                                                 |
| Лучшая женская роль награду вручали Акылбек Абдыкалыков и Сакын Карабаев             | • Перизат Эрманбаева — «Коч (Переезд)»                                                                                  |
| Лучшая мужская роль награду вручали Айтурган Темирова и Шайыр Касымалиева            | • Азиз Мурадилаев — «Курманжан датка»                                                                                   |
| Лучшая мужская роль награду вручали Айтурган Темирова и Шайыр Касымалиева            | • Максат Тасмаев— «5000 сом»                                                                                            |
| Лучшая мужская роль награду вручали Айтурган Темирова и Шайыр Касымалиева            | • Сагындык Макекадыров — «Коч (Переезд)»                                                                                |
| Лучшая режиссёрская работа награду вручали Артыкпай Суйундуков и Мукталы Бектеналиев | • Садык Шер-Нияз — «Курманжан датка»                                                                                    |
| Лучшая режиссёрская работа награду вручали Артыкпай Суйундуков и Мукталы Бектеналиев | • Толгобек Койчуманов— «Аку»                                                                                            |
| Лучшая режиссёрская работа награду вручали Артыкпай Суйундуков и Мукталы Бектеналиев | • Марат Сарулу — «Коч (Переезд)»                                                                                        |
| Лучший документальный фильм награду вручали Замир Эралиев и Наргиза Маматкулова      | • «Физрук, золото и река» — режиссёр: Аманбек Ажымат                                                                    |
| Лучший документальный фильм награду вручали Замир Эралиев и Наргиза Маматкулова      | • «Металлический хлеб» — режиссёр: Чингиз Нарынов                                                                       |
| Лучший документальный фильм награду вручали Замир Эралиев и Наргиза Маматкулова      | • «Благодать» — режиссёр: Уланбек Эгизбаев                                                                              |
| Лучший короткометражный фильм награду вручали Султан Раев и Асель Жураева            | • «Прах земной» — режиссёр: Чолпонай Борубаева                                                                          |
| Лучший короткометражный фильм награду вручали Султан Раев и Асель Жураева            | • «Лифт» — режиссёр: Асан Джанталиев                                                                                    |
| Лучший короткометражный фильм награду вручали Султан Раев и Асель Жураева            | • «Жена моего отца» — режиссёр: Венера Джаманкулова                                                                     |
| Лучший фильм награду вручали Али Хамраев и Саодат Исмаилова                          | • «Курманжан датка» — (режиссёр: Садык Шер-Нияз, продюсеры: Жылдызкан Джолдошова, Фархад Бекманбетов)                   |
| Лучший фильм награду вручали Али Хамраев и Саодат Исмаилова                          | • м/ф «Аку» (режиссёр: Толгобек Койчуманов и продюсеры: Садык Шер-Нияз, Фархад Бекманбетов)                             |
| Лучший фильм награду вручали Али Хамраев и Саодат Исмаилова                          | • «Коч (Переезд)» (режиссёр: Марат Сарулу, продюсеры: Гульмира Керимова, Марат Сарулу)                                  |
| Лучший фильм Центральной Азии награду вручали Геннадий Базаров и Мээрим Атантаева    | • «Хозяева» Казахстан (режиссёр: Адильхан Ержанов, продюсер: Серик Абишев)                                              |
| Лучший фильм Центральной Азии награду вручали Геннадий Базаров и Мээрим Атантаева    | • «Тасфия» Таджикистан (режиссёр: Шарофат Арабова и продюсер: Мухамад-Али Махмадов)                                     |
| Лучший фильм Центральной Азии награду вручали Геннадий Базаров и Мээрим Атантаева    | • «Сорок дней молчания» Узбекистан (режиссёр: Саодат Исмаилова, продюсеры: Дэннис Васлин, Жан де Форет, Бенни Дрехсель) |